# Mountelgonia lumbuaensis
Mountelgonia lumbuaensis – gatunek motyli z podrzędu Glossata i rodziny Metarbelidae.
Gatunek ten opisany został w 2013 roku przez Ingo Lehmanna na podstawie dwóch samców, odłowionych w Brytyjskiej Afryce Wschodniej przed 1920 rokiem.
Samce osiągają 24-25 mm. Głowa ciepło płowożółta, miejscami sepiowa, opatrzona białawożółtymi czułkami i brązowymi oczami z czarnymi łatkami. Przednie skrzydła z wierzchu ciepło płowożółte z białą przepaską i sepiową większością żyłek, od spodu białawożółte z sepiowymi żyłkami i brzegiem kostalnym. Tylne skrzydła białawożółte, z wierzchu żółtoochrowymi żyłkami. Narządy rozrodcze samców odznaczają się unkusem o wielokątnych płatkach, które są obrzeżone na 60% szerokości, wielokątnymi i bardzo u nasady szerokimi walwami oraz sakulusem szerokości 50% słabo zesklerotyzowanego wyrostka.
Motyl znany wyłącznie z Lubwy w Kenii.